# スヴャトスラフ・ムスチスラヴィチ (カラチェフ公)
スヴャトスラフ・ムスチスラヴィチ（ロシア語: Святослав Мстиславич、? - 1310年）はリューリク朝・オレグ家(ru)出身の公（クニャージ）である。カラチェフ公、コゼリスク公。おそらくカラチェフ公ムスチスラフの子、チェルニゴフ公ミハイルの孫。

## 生涯
年代記（レートピシ）上でのスヴャトスラフに関する言及は1箇所のみである。すなわち、1310年、ブリャンスク公ヴァシリーがジョチ・ウルスの軍勢と共にスヴャトスラフの領地に攻め寄せ、カラチェフを占領した。というものである。また、スヴャトスラフはこの時に死亡した。おそらく、スヴャトスラフはスモレンスク公家（スモレンスク・ロスチスラフ家）の手に渡っていたブリャンスクの統治権を主張したため、ヴァシリーによって討たれたと考えられる。
ある家系図によれば、スヴャトスラフはカラチェフ公ムスチスラフの次男であり、ムスチスラフの死後カラチェフを継承したと記されている。なお、14世紀末には、カラチェフはスヴャトスラフの兄弟である、スヴェニゴロド公アンドレイ(ru)の子孫に継承されている。
19世紀末のV.ゾートフによれば、『リューベチ・シノディク』のNo.43に記されるアレクサンドルとは、スヴャトスラフの聖名ではないかとされている。